# Данилова, Тамара Петровна
Тама́ра Петро́вна Дани́лова (род. 30 июля 1939, Выползово, Калининская область) — советская легкоатлетка, специалистка по метанию диска. Выступала за сборную СССР по лёгкой атлетике в 1969—1972 годах, чемпионка Европы, победительница и призёрка первенств национального значения, участница летних Олимпийских игр в Мюнхене. Представляла Ленинград и спортивное общество «Зенит». Заслуженный мастер спорта СССР (1969). Тренер по лёгкой атлетике.

## Биография
Тамара Данилова родилась 30 июля 1939 года в посёлке Выползово Бологовского района Калининской области.
Заниматься лёгкой атлетикой начала в 1960 году во время учёбы в Пензенском государственном педагогическом институте, изначально специализировалась на прыжках в длину и метании копья, выступала за московский «Буревестник» и пензенский «Спартак». Позже в связи с травмой перешла в метание диска, проходила подготовку в Ленинграде в Школе высшего спортивного мастерства добровольного спортивного общества «Зенит» под руководством заслуженного тренера СССР Виктора Ильича Алексеева. Окончила Государственный институт физической культуры имени П. Ф. Лесгафта.
Первого серьёзного успеха в лёгкой атлетике добилась в сезоне 1968 года, выиграв серебряную медаль в метании диска на чемпионате СССР в Ленинакане — здесь её опередила только представительница Вооружённых сил Людмила Муравьёва.
В 1969 году получила бронзу на чемпионате СССР в Киеве. Попав в основной состав советской национальной сборной, выступила на чемпионате Европы в Афинах, где с рекордом континентального первенства 59,28 превзошла всех своих соперниц и завоевала золотую медаль. За это выдающееся достижение по итогам сезона была удостоена почётного звания «Заслуженный мастер спорта СССР».
В 1970 году на чемпионате СССР в Минске стала серебряной призёркой в метании диска, уступив только Фаине Мельник из Еревана. На последовавшем Кубке Европы в Будапеште стала третьей в личном и командном зачётах.
В 1971 году на чемпионате страны в рамках V летней Спартакиады народов СССР в Москве с результатом 60,80 метра одержала победу в программе метания диска. Принимала участие в чемпионате Европы в Хельсинки, где заняла итоговое пятое место.
На чемпионате СССР 1972 года в Москве стала третьей. По итогам чемпионата удостоилась права защищать честь страны на летних Олимпийских играх в Мюнхене — в финале показала результат 62,86 метра, расположившись в итоговом протоколе соревнований на четвёртой строке.
Впоследствии неоднократно принимала участие в мастерских соревнованиях по лёгкой атлетике. В течение многих лет работала тренером в детско-юношеской спортивной школе в Санкт-Петербурге.